# 潘美尼斯
潘美尼斯(Pammenes；公元前4世纪人物)是一名底比斯将领。他与伊巴密濃達有深厚的政治关系及友谊。当马其顿的腓力被送往底比斯做质子时，他被安置于潘美尼斯处。
前369年，当美加罗城（Megalopolis）建成，由于担心斯巴达人的袭击，伊巴密濃達派潘美尼斯带领1000名选士防卫社群。

前362年，一些美加罗城殖民者们赞成解散社群，回到他们自己的故乡，并寻求Mantineans和其他的伯罗奔尼撒人的帮助。反对解散社群的美加罗城定居者寻求底比斯人的帮助。潘美尼斯带着3000步兵及300骑兵迫使那些离开的人返回美加罗城。
前356年，阿爾塔巴左斯叛乱反对波斯王阿尔塔薛西斯三世。潘美尼斯带领5000底比斯人加入阿尔塔巴左斯，并获得了两次伟大胜利。 但是阿尔塔巴左斯怀疑潘美尼斯和敌人有什么阴谋，就逮捕了他，并把他交给了Oxythras和Dibictus。
潘美尼斯据说非常沉迷于孌童。 当腓力二世还是质子时，在潘美尼斯的监护下，据说他们保持着一种同性关系，很难说这个故事有多大可信度。